# Чемпионат Венгрии по фигурному катанию 2009
Чемпионат Венгрии по фигурному катанию 2009 года (венг. Senior Országos Bajnokság 2009) — национальный чемпионат Венгрии сезона 2008-2009. Спортсмены соревновались в категориях мужское и женское одиночное катание и танцы на льду.
Турнир прошёл с 20 по 21 декабря 2008 года в Будапеште.

## Результаты

### Мужчины
| Место | Имя             | Клуб | Сумма баллов | SP | FS |
| ----- | --------------- | ---- | ------------ | -- | -- |
| 1     | Тигран Варданян | JEG  | 152.34       | 1  | 1  |
| 2     | Мартон Марко    | VAS  | 133.43       | 2  | 2  |

### Женщины
| Место | Имя              | Клуб | Сумма баллов | SP | FS |
| ----- | ---------------- | ---- | ------------ | -- | -- |
| 1     | Юлия Шебештьен   | TSC  | 168.56       | 1  | 1  |
| 2     | Бианка Падар     | BSP  | 115.18       | 3  | 2  |
| 3     | Кэтрин Хадфорд   | JÉG  | 114.51       | 2  | 3  |
| 4     | Челси-Роз Чиппа  | MIS  | 101.08       | 4  | 4  |
| 5     | Виктория Павук   | MTK  | 89.43        | 5  | 5  |
| 6     | Лили Галло       | SPO  | 75.10        | 6  | 6  |
| 7     | Аннамариа Сольга | JÉG  | 65.44        | 7  | 7  |

### Танцы
| Место | Имя                            | Клуб | Сумма баллов | CD | OD | FD |
| ----- | ------------------------------ | ---- | ------------ | -- | -- | -- |
| 1     | Нора Хоффманн / Максим Завозин | HUN  | 172.67       | 1  | 1  | 1  |